# Ferran Sibila
Ferran Sibila Pont, född 13 juli 1988, är en spansk fotbollstränare. 

## Karriär
I januari 2019 blev Sibila klar som assisterande tränare i det allsvenska laget IFK Göteborg. I juni 2021 blev Sibila och huvudtränaren Roland Nilsson avskedade av klubben.